# Інститут ґрунтознавства та агрохімії імені О. Н. Соколовського НААН України
Національний науковий центр «Інститут ґрунтознавства та агрохімії імені О. Н. Соколовського» — провідний науково-методичний центр, який очолює і координує науково-дослідні роботи з проблем ґрунтознавства, агрохімії та охорони ґрунтів більш ніж 20 установ НААН, Міністерства аграрної політики та продовольства, Міністерства освіти, молоді та спорту. Інститут визнано головним в країні з проблем ґрунтознавства, агрохімії і охорони ґрунтів, в ньому працюють 168 співробітників, з них 3 академіки, 1 член-кореспондент НААН, 9 докторів і 33 кандидати наук. Це відомі у своїй галузі вчені, які формують такі наукові школи: оптимізація агрофізичних властивостей і моніторинг ґрунтів, керівник Медведєв Віталій Володимирович, д.б.н., професор, академік НААН; оптимізація мінерального живлення сільськогосподарських культур, керівник Носко Борис Семенович, д.с.-г.н., професор, академік НААН; агроекологія меліорованих ґрунтів, керівник Трускавецький Роман Степанович, д.с.-г.н., професор, член-кор. НААН; еволюція, агроекологія і нормативне забезпечення зрошуваних і солонцевих земель, керівник Балюк Святослав Антонович, д.с.-г.н., професор, академік НААН; техногенно забруднені ґрунти, агроекологічний стан і відновлення родючості, керівник Фатєєв Анатолій Іванович, д.с.-г.н., професор; ґрунти, їхній генезис, екологія формування та родючість як параметрично детермінований природний комплекс, керівник Полупан Микола Іванович, д.с.-г.н., професор.

## Історія
Датою заснування Інституту є 1956 рік, але фактично його наукова діяльність розпочалась ще у 1924 р., коли при Харківському сільськогосподарському інституті було створено науково-дослідну кафедру (лабораторію) ґрунтознавства. Саме з цього моменту починається розвиток ґрунтознавчої науки в Україні. Засновником цієї лабораторії був всесвітньо відомий вчений-академік Олексій Никанорович Соколовський, чиє ім'я Інститут носить з 1959 року. Спочатку Інститут знаходився у системі Міністерства сільського господарства УРСР, згодом — у структурі Південного відділення ВАСГНІЛ, а тепер у системі Національної академії аграрних наук Україн. Роботу колективу було високо оцінено державою і у 2001 році Інституту надано статус Національного наукового центру. Розвиток ґрунтознавства та агрохімії невід'ємно пов'язаний з іменами провідних учених Інституту: Крупського М. К., Грінченка О. М., Холуп'яка К. Л., Гриня Г. С., Кузьмічова В. П., Образцової О. А., Демідієнка О. Я., Можейка О. М., Вознюка С. Т., Киселя В. Д., Александрової Г. М., Кочкіна М. А., Новікової Г. В., Киселя В. І., Бацули О. О., Буки А. Я., Носка Б. С., Чесняка Г. Я., Міхновської А. Д., Медведєва В. В., Трускавецького Р. С., Полупана М. І., Лісового М. В., Єтеревської Л. В., Фатєєва А. І. та інших.
На перших етапах діяльність Інституту було спрямовано на вивчення ґрунтового покриву України, основних ґрунтових процесів і властивостей. Поступово з'явились нові напрями досліджень, поширювалася їх географія. Неоціненними є напрацювання з питань бонітування ґрунтів, захисту ґрунтів від ерозії, зрошення і хімічної меліорації. Вагомий доробок Інститут вніс у становлення агрохімічної служби України. Історично значущою для України місією визнано діяльність Інституту з великомасштабного обстеження та картографування ґрунтового покриву республіки (1956—1961 рр.), що дало державі наукову базу для агрохімічного та меліоративного моніторингу, бонітування ґрунтів, підвищення їхньої родючості, раціонального використання сільськогосподарських земель.	

## Досягнення
Останніми роками науковцями ННЦ «Інститут ґрунтознавства та агрохімії імені О. Н. Соколовського» розроблено ряд концептуальних документів загальнодержавного значення: проект Національної програми охорони родючості ґрунтів, Національну доповідь «Про стан родючості ґрунтів України», Концепцію екологічного нормування антропогенних навантажень на ґрунтовий покрив, Концепцію охорони ґрунтів від ерозії, Сучасну концепцію хімічної меліорації кислих і солонцевих ґрунтів, Концепцію агрохімічного забезпечення землеробства на період до 2015 року, Концепцію «Торфово-земельний ресурс України», Цільову програму «Виробництво та застосування рідких мінеральних комплексних добрив в Україні (на період до 2015 року)», Систему добровільної сертифікації земель (ґрунтів) сільськогосподарського призначення. Внесено пропозиції до Національної програми розвитку агропромислового комплексу на період до 2020 року з питань реалізації державної політики у галузі відтворення та охорони родючості ґрунтів, усунення деградаційних явищ, розроблення та впровадження заходів щодо забезпечення стійкості агроландшафтів, збільшення врожаїв сільськогосподарських культур.
ННЦ «ІҐА імені О. Н. Соколовського» зробив вагомий внесок в удосконалення законодавчої і нормативно-правової бази, зокрема до проектів Законів України «Про внесення змін до деяких законодавчих актів України щодо збереження родючості ґрунтів», «Про Національну програму охорони родючості ґрунтів», «Про державну агрохімічну паспортизацію земель сільськогосподарського призначення», «Про виробництво та обіг органічної сільськогосподарської продукції та сировини», ініціював розробку проекту Закону України «Про збереження ґрунтів та охорону їх родючості», Стратегії збалансованого використання, відтворення і управління ґрунтовими ресурсами.
Зусилля фахівців Інституту зосереджено на вирішенні пріоритетних фундаментальних і прикладних завдань, спрямованих на розробку й удосконалення систематики, класифікації, районування і картографування ґрунтів України, діагностики їхнього агроекологічного стану з використанням методів багатоспектрального сканування і радіолокації, вивчення регіональних особливостей і закономірностей агрогенної еволюції ґрунтів, на розробку теорії та практики управління родючістю ґрунтів, заходів з їх охорони від ерозії, дефляції, техногенного забруднення, на створення структури сучасної інформаційно-аналітичної системи екологобезпечного удобрення сільськогосподарських культур у різних ґрунтово-кліматичних зонах України.
Інститут підтримує творчі зв'язки з широким колом закордонних наукових установ таких країн як Росія, Білорусь, США, Австрія, Німеччина, Болгарія, Швейцарія, Франція, Китай. Важливою формою наукового співробітництва є участь у міжнародних проектах та грантах, одержаних на конкурсній основі. Замовниками таких робіт є: ЄС European Union, CRDF Civilian Research Development Foundation (USA), «Bio Oil Development s.r.o&co.ks» (Австрія), Приватний Інститут прикладної біотехнології «Радостім», (ФРН), International Plant Nutrition Institute (Канада) та інші міжнародні організації.
На базі Інституту створено: Технічний комітет стандартизації ТК 142 «Ґрунтознавство», який є суб'єктом національної системи стандартизації, а також реалізує встановлені завдання державної політики в сфері ґрунтознавства, агрохімії та охорони ґрунтів; Центр Державної служби стандартних зразків ґрунту, діяльність якого спрямовано на забезпечення вимірювальних (аналітичних) лабораторій стандартними зразками складу та властивостей ґрунтів.
Від самого утворення при Інституті було відкрито аспірантуру, а з 1994 р. — докторантуру. З 1991 р. при Інституті працює спеціалізована Вчена рада із захисту докторських і кандидатських дисертацій за трьома спеціальностями: агроґрунтознавство і агрофізика, агрохімія — сільськогосподарські науки та ґрунтознавство — біологічні науки.
У 1965 р. при Інституті створено редакційну колегію і розпочато видання Міжвідомчого тематичного наукового збірника "Агрохімія і ґрунтознавство", який є фаховим виданням і занесений до переліку ДАК України. Традиційними рубриками збірнику є: Ґрунтознавство, Агрохімія, Охорона ґрунтів, Роботи молодих учених, Історія науки, Хроніка. В збірнику публікуються роботи дослідників багатьох науково-дослідних інститутів, університетів, наукових установ як України, так і зарубіжних країн. Інститут є засновником Українського товариства ґрунтознавців та агрохіміків (УТҐА), яке складається з 23 відділень і налічує близько 1000 представників провідних аграрних наукових установ і вищих навчальних закладів. Директор Інституту — Генеральний секретар УТҐА, провідні вчені Інституту займають керівні посади в структурі Товариства. Починаючи з 1982 року ННЦ «ІҐА імені О. Н. Соколовського» в рамках УТҐА проведено вісім з'їздів ґрунтознавців та агрохіміків.
За значні наукові досягнення у галузі ґрунтознавства та агрохімії співробітники Інституту удостоєні почесного звання «Заслужений діяч науки і техніки України», неодноразово нагороджувалися Дипломами та Грамотами Кабінету Міністрів України, Мінагрополітики та продовольства України, Державного агентства земельних ресурсів України, Державного агентства водних ресурсів України, почесною відзнакою НААН України. Наукових співробітників було відзначено золотими, срібними та бронзовими медалями, визнано лауреатами конкурсу НААН «За видатні досягнення в аграрній науці», а з нагоди півстолітнього ювілею колектив Інституту було нагороджено Почесною грамотою Кабінету Міністрів України. Найталановитіших молодих науковців Інституту нагороджено Преміями Президента України, Верховної Ради України та стипендіями Кабінету міністрів України.

## Керівництво
- 2004—2008 — Кисіль Володимир Іванович.